# Pedro Mascarenhas (1670-1745)
Pedro Mascarenhas (9 de novembro de 1670 — Lisboa, 3 de agosto de 1745), 1.º Conde de Sandomil, vice-rei da Índia, comendador das comendas de Santa Eugénia de Ala, dos Dízimos do Paul de São Vicente de Fornelos, no arcebispado de Braga, da Ordem de Cristo, e dos Fornos dos testos da Praça de Setúbal, na ordem de São Tiago, etc.
Era filho de Fernão Mascarenhas e de sua mulher, D. Antónia de Bourbon.
Pertenceu ao conselho de guerra, governador das armas na província do Alentejo, posto em que tinha servido na guerra de 1704 contra a Espanha; no posto de general de batalha, depois no de general de artilharia, mestre de campo general dos exércitos, posto em que serviu na Catalunha no exército comandado pelo marquês das Minas, o qual depois comandou, tendo por diversas vezes mostrado prudência e valor, que já havia manifestado em Ceuta, quando ali foi mandado com o terço de infantaria do Algarve para socorrer aquela praça. 
Por carta de 12 de Março de 1720 D. João V o agraciou com o título de conde de Sandomil.
Foi depois nomeado conselheiro de Estado, vice-rei e capitão-general da Índia, para onde  partiu, saindo de Lisboa a 26 de Abril de 1732. Não era já aos 62 anos que poderia governar a Índia utilmente no estado em que então se encontrava, e na verdade seu governo, que durou mais de 8 anos, foi desastroso, sem que se lhe possa atribuir a culpa, em grande parte. Encontrou as fortalezas num estado ruinoso, recebia de Portugal, em vez de tropas, grande número de padres missionários, e se queria fazer um recrutamento na Índia, encontrava-se com uma nova dificuldade, a que resultava de serem quase todos naturais leigos e minoristas, porque eram o que faziam, para se esquivarem ao serviço dos terços. Logo no começo do seu governo ponderou o conde de Sandomil a D. João V, em carta datada de Goa a 19 de Janeiro de 1734, os inconvenientes de tantos missionários na Índia, mas sem resultado pois que em Lisboa tratava-se somente de ganhar a bem-aventurança eterna, mesmo à custa das glórias da terra. O fanatismo ia desmoralizando o povo, que de contínuo se via ameaçado com a Inquisição. Para remediar os inconvenientes precisava-se dum homem enérgico, e essa energia não podia esperar-se de Pedro de Mascarenhas, que na sua mocidade fora apenas um oficial intrépido. 
Foi efectivamente desastroso porque em 1739 se perdeu Baçaim, cidade tão importante que lhe chamavam a corte do Norte; perdeu-se a Ilha de Karanjá, Trapôr, etc. Foi desde então que, na costa norte, Portugal ficaria apenas com Damão e Diu. A invasão dos maratas, que assolaram as terras de Bardez e de Salsete, que puseram Goa em risco de se perder e as vitórias do pirata Angriá que em 1740 destruiu a esquadra portuguesa, completaram a série de infortúnios que assinalaram o governo do conde de Sandomil. As causas principais desses desastres, foi a inércia e desleixo do governo de Lisboa, a falta de energia do vice-rei, a guerra surda que lhe promovia o arcebispo francês, que era um homem intolerável, e as intrigas dos ingleses. A 18 de Maio de 1741 entregou o governo ao seu sucessor, o marquês de Louriçal, e a 6 de Janeiro de 1742 regressou à Europa, chegando a Lisboa em Novembro do mesmo ano.
Explica Veríssimo Serrão em «História de Portugal», volume V, página 294 que seu governo correspondeu a um período de desastres militares. «Desde o início do século XVIII que o poderio dos Maratas se fazia sentir nas províncias do Norte, tendo como objectivo a cidade de Baçaim, rival de Goa pela grandeza urbana e valor comercial. Não podia o vice-rei enviar auxílio à guarnição porque em 1737 teve de sofrer no Sul um forte ataque do mesmo inimigo contra Bardez e Salcete, o que levou à perda de Mormugão e ao cerco de Rachol. A fim de poupar Goa, viu-se Mascarenhas obrigado a sacrificar Chaul, relíquia da primeira ocupação portuguesa. Os Maratas aproveitaram as dificuldades para conquistarem Taná e cercarem Baçaim, que em maio de 1739 não resistiu ao longo assédio. Foi assim que a presença portuguesa em Cambaia ficou reduzida às cidades de Damão e Diu e à fortaleza de Surate.»
Este governador mandou cunhar 30 mil xerafins de prata em moedas de cruzado, meio cruzado ou tostão para correrem em Moçambique. Seu retrato está na sala do docel do palácio do governo de Pangim, vestido de armadura com a cruz da Ordem de Cristo pendente no peito, tendo na mão um papel desenrolado, em que se vê uma inscrição acerca da sua nomeação e permanência na Índia. 
Foi casado com D. Margarida Juliana de Távora, filha do 2.º conde de São Miguel Álvaro José Botelho de Távora e viúva de Francisco Barreto de Menezes, descendente do Governador do Brasil que tem o mesmo nome.
Foi 2.º conde de Sandomil o seu sobrinho e herdeiro Fernando Xavier de Miranda Henriques.